# Oligopleura fusca
Oligopleura fusca là một loài bướm đêm trong họ Geometridae.